# Huta Baringin Tb
Huta Baringin Tb is een bestuurslaag in het regentschap Mandailing Natal van de provincie Noord-Sumatra, Indonesië. Huta Baringin Tb telt 422 inwoners (volkstelling 2010).